# Landstede Basketbal ZAC
Landstede Basketbal ZAC is een Nederlandse basketbalclub uit Zwolle. Alle thuiswedstrijden worden in het Landstede Sportcentrum gespeeld. De clubkleuren zijn blauw en wit. Het eerste damesteam komt uit in de Tweede Divisie.

## Geschiedenis
In 1963 werd B.B.Z. (BasketBal Zwolle) opgericht door wijlen Dhr. Maarhuis. Echter feitelijk vond de geboorte 4 jaar eerder plaats. In 1959 introduceerde Dhr. Maarhuis de tot dan toe onbekende sport in Zwolle. Hij richtte een team op en speelde daarmee demonstratiewedstrijden tegen teams van Amerikaanse militairen, onder de naam BBZ: BasketBal Zwolle. Hij maakte hierbij ook gebruik van gymleraren, instructiefilms van de Nederlandse Basketball Bond en films van de Harlem Globetrotters. En ook door sportverslaggever Ben Zomerdijk (bekend van de Ster van Zwolle) kwam langzaam maar zeker de basketbalsport in Zwolle van de grond.
In 1964 ging B.B.Z. op in de ZAC. De kleuren groen-wit werden ingeruild voor blauw-wit. In die periode heeft basketbal in Zwolle een goede ontwikkeling doorgemaakt. Dat was mede door Ger Haveman. In die periode had Zwolle meerdere basketbalclubs; ZAC, Be Quick en de HTS.
In het seizoen ’88-’89 kreeg ZAC basketbal nieuwe impulsen door de komst en ondersteuning van Cees Lubbers. Net voor die periode telde ZAC nog 86 leden en dreigde het Zwolse basketbal ten onder te gaan. Cees Lubbers wilde wel iets doen voor de club en van het een kwam het ander. De eredivisie-licentie van het Meppeler Red Giants verhuisde naar Zwolle, waar het Zwolse basketbal onder de naam Cees Lubbers/The Hammers het hoogste landelijke niveau bereikte. Al eerder waren spelers van Meppel naar Zwolle getransfereerd. Later kwam onderwijsorganisatie Landstede in beeld.
Op 15 april 1996 ging de afdeling basketbal zelfstandig verder als ZAC basketbal. In augustus 1996 gingen de korfbalvereniging Oranje Zwart en ZAC basketbal samen in een stichting tot beheer van de Stilohal. Juli 2006 wordt n.a.v. een sponsorovereenkomst de naam Landstede Basketbal ZAC. Deze naam werd in 2010 ook in de statuten en bij de bond vastgelegd.
Aan het eind van het seizoen 2009-2010 werd de Stilohal verlaten na ruim 40 jaar. De club verhuisde naar het net gerenoveerde Landstede Sportcentrum.

Op 10 mei 2014 vierde Landstede Basketbal ZAC haar 50-jarige bestaan, hierbij speelde het hoogste team tegen diverse oud-spelers en Zwolse eredivisiespelers van Landstede Basketbal

## Teams
De vereniging telt anno 2020 circa 300 spelende leden. De vereniging kent teams in de leeftijdsklasse onder 8 jaar tot en met de senioren, vanaf onder 12 wordt er naast de training ook in de competitie gespeeld.

## Centre for Sports & Education
In het seizoen 2009-2010 werden voor het eerst 2 CSE-teams ingeschreven in de landelijke competitie. ZAC speelde al wel eerder landelijke competitie, echter volgde vanaf 2009 een structurele opbouw vanuit het Centre for Sports & Education. Vanuit die opbouw gingen jeugdspelers basketbal spelen en een normale middelbareschoolopleiding volgen op de school van Landstede. 
In 2013 zijn de hoogste jeugdteams van ZAC overgegaan naar de Basketball Academy Zwolle (BAZ) en deze teams spelen met de leeftijdsklassen onder 14 tot en met onder 21 op landelijk niveau.